# Stanisław Składanowski
Stanisław Składanowski (ur. 30 maja 1950 w Książniku) – polski fotograf, działacz opozycyjny w PRL.

## Życiorys
W 1964 osiedlił się w Gdańsku. W latach 1964–1968 jako uczeń szkoły zawodowej był stażystą w Stoczni Gdańskiej im. Lenina. W latach 1968–1984 był zatrudniony w Gdańskiej Stoczni Remontowej. W 1980 ukończył III Liceum Ogólnokształcące im. Bohaterów Westerplatte w Gdańsku (dla pracujących). W sierpniu 1980 brał udział w strajkach, które dokumentował fotograficznie. Po wprowadzeniu stanu wojennego wykonywał zdjęcia demonstracji oraz zajść ulicznych w Gdańsku i Gdyni. Od maja do lipca 1982 był internowany w ośrodku odosobnienia w Strzebielinku. W latach 1984–1989 pracował w Energobloku Wybrzeże. Współpracował z Referatem Promocji Urzędu Miasta Gdańska w zakresie fotografii miasta. W 2008 odznaczony został Krzyżem Oficerskim Orderu Odrodzenia Polski, w 2015 Krzyżem Wolności i Solidarności. 
Był członkiem wielu organizacji grupujących fotografów: Gdańskie Towarzystwo Fotograficzne (od 1975), Związek Polskich Artystów Fotografików, od 1988, od 2007 prezes Okręgu Gdańskiego), Pomorski Klub Fotografów Reklamowych (od 1999, założyciel). 

## Dorobek
Wybrane albumy autorskie i zbiorowe:
- Gdańsk 1980. Obrazy ze strajku (P.A. Norstedt & Soners Forlag Finland 1981)
- Jeden drugiego brzemiona noście (Gdańska Kuria Biskupia, 1988)
- Wydarzyło się w Gdańsku (Millenium Media, Gdańsk 1999)
- Solidarność 1980-2000 (Studio ATS, Gdańsk 2000)
- Gdańsk (2001)
- Kaszuby (2002)
- Gdańsk – miasto moich marzeń (2001)
- Ołtarze Papieskie na Pomorzu (W.A.G. Stella Maris, 2002)
- Gdańsk Sopot Gdynia (Tessa, Gdańsk 2002)
- Toruń (Wydawnictwo BoSz, Olszanica 2003)
- Obrazki z Historii (F.C.S. Gdańsk 2005)
- Solidarność XXV lat (Studio ATS Gdańsk 2005)
- Pomorskie (Wydawnictwo BoSz, Olszanica 2006)
- Stan wojenny – ostatni atak Systemu (Karta, Dom Spotkań z Historią, Warszawa 2007)
- Lech Wałęsa – droga do Prawdy (Świat Książki, Warszawa 2008).

W 2004 przygotował wystawę „Magiczny Gdańsk” prezentowaną w ramach obchodów Roku Kultury Polskiej we Francji, a w kolejnych latach w Niemczech, Belgii, Holandii, Szwecji, na Litwie oraz w Parlamencie Europejskim w Brukseli. Jest także współautorem wystaw związanych z historią „Solidarności”, m.in. „Przestrzenie Wolności” (wystawa stała na terenie Stoczni Gdańskiej) oraz „Drogi do Wolności – Przez Solidarność do Europy” (pokazywana za granicą).